# 莉莉·高爾
莉莉·蔻兒（Lily Cole，1987年12月27日—），英國超級名模、演員。

## 早年
莉莉在英格蘭德文郡的托基出生，與姊姊Elvie於倫敦長大。

## 模特兒生涯
莉莉在14歲時於倫敦蘇豪區街頭被星探發掘，但她轉身離去。她其後改變主意，與Storm Models簽約，其下所屬還有超級名模凱特·摩斯（Kate Moss）。
她擁有一頭紅髮，是少數能夠成為名模的紅髮模特兒。她被歸屬於有精靈和娃娃臉特徵的模特兒，就像希瑟·馬克斯、吉瑪·沃德和戴文·青木般。
她是馬莎百貨服裝廣告的模特兒，亦是服裝廣告系列中最年輕的模特兒。莉莉成為馬莎限量服裝系列中唯一的面孔。
2007年，莉莉被提名為英國時尚大獎（British Fashion Awards）「年度模特兒」（Model of the Year），但大獎最終歸入艾潔妮絲·迪恩（Agyness Deyn）手中。
2008年，《星期日泰晤士報》估計莉莉共賺得6百萬英鎊。她在英國獲排名最富有年青人第77位。
同年10月，莉莉全裸登在《花花公子》的封面及內頁中。她在照片中拿著一隻小熊，身上沒有穿任何衣服，除了一雙白襪。這輯照片被受爭議，有人甚至要求馬莎百貨中斷與莉莉的合約。馬莎百貨聲明他們會繼續使用莉莉，認為莉莉「是個有名氣，形象高而且需求量大的模特兒，這是我們安排她為我們工作的其中一個主要原因。」。該品牌的發言人強調，「這全然是自己的選擇去接受其他的工作，我們並不希望妨礙她的工作事業。」。莉莉也被《Paradis》雜誌拍攝全裸照
。

## 電影
| 年份 | 片名                         | 角色     | 備註                           |
| ---- | ---------------------------- | -------- | ------------------------------ |
| 2007 | 烏龍女校（St. Trinian's）                 |          |                                |
| 2009 | 名模@爆料（Rage）                |          |                                |
| 2009 | 帕納大師的魔幻冒險（The Imaginarium of Doctor Parnassus）       |          |                                |
| 2009 | （暫譯）通道（Passage）             |          | 短片                           |
| 2011 | 寬恕就是愛（There Be Dragons）               |          |                                |
| 2011 | 異世奇人（Doctor Who）                 | 塞壬     | 第六季第三集《黑色斑點的詛咒》 |
| 2011 | 飛蛾日記（The Moth Diaries）                 |          |                                |
| 2012 | 一個孩子的世紀獨白（法語：La confession d'un enfant du siècle） |          |                                |
| 2012 | 公主與狩獵者（Snow White and the Huntsman）             |          |                                |
| 2013 | （暫譯）獵戶座（Orion）           |          | 後製作階段                     |
| 2013 | （暫譯）鹵汁（Gravy）             |          | 後製作階段                     |
| 2013 | 零點定理（The Zero Theorem）                 | 街頭商販 | 後製作階段                     |

## 外部連結
- Official website （页面存档备份，存于）
- 莉莉·高爾在互联网电影资料库（IMDb）上的資料（英文）
- 莉莉·高爾於模特兒目錄（Fashion Model Directory）的相關資料